# Батман: Година първа
Батман: Година първа (на английски: Batman: Year One) е американски комикс, написан от Франк Милър и илюстриран от Дейвид Мацукели. Първоначално комиксът е публикуван от Ди Си Комикс в Батман #404–407 през 1987 г.
Историята разказва за първата година на Батман като борец с престъпността, както и за живота на наскоро преместения полицейски детектив в Готъм Джим Гордън, за първата им среща и евентуалния им съюз срещу престъпния подземен свят на града.

## Сюжет
Историята разказва началото на кариерата на Брус Уейн като Батман и тази на Джим Гордън в полицейското управление на Готъм Сити. Брус Уейн се завръща у дома, след като е тренирал в чужбина бойни изкуства, преследване и наука през последните 12 години, а Джеймс Гордън се премества от Чикаго в Готъм със съпругата си Барбара. И двамата бързо се запознават с корупцията и насилието в града, като Гордън става свидетел как партньорът му, детектив Флас, напада тийнейджър за забавление.
По време на мисия за наблюдение в задръстения Ийст Енд, маскираният Брус е предложен от тийнейджърката проститутка Холи Робинсън. Той е нападнат от няколко проститутки, включително Селина Кайл. Двама полицаи го застрелват и го отвеждат с патрулната си кола, но в замаяно и кървящо състояние Брус чупи белезниците и предизвиква катастрофа, извличайки полицаите на безопасно разстояние, преди да избяга. По-късно той пристига в имението на Уейн едва жив и сяда пред бюста на баща си, молейки за насоки в битката си срещу престъпността. Прилеп се блъска през прозорец и се приземява върху бюста, давайки му вдъхновение да стане човекът-прилеп.

## Продължения
Историята има две продължения – Батман: Година втора и Батман: Година трета, издадени съответно през 1987 и 1989 г.

## Адаптации
- Батман: Маската на Фантома (1993), анимационен филм, режисиран от Ерик Радомски и Брус Тим.
- Батман завинаги (1995), игрален филм, режисиран от Джоел Шумахер, въпреки че се развива в друг период, филмът възприема някои елементи директно от графичния роман. Шумахер твърди, че първоначално е имал предвид адаптация на Батман: Година първа на Франк Милър. Студиото отхвърля идеята, тъй като иска продължение, а не предистория, въпреки че режисьорът успява да включи много кратки събития от миналото на Батман.[1][2]
- Батман в началото (2005), игрален филм, режисиран от Кристофър Нолан. Режисьорът черпи вдъхновение от Година първа и други истории.[3] Батман в началото и неговото продължение Черният рицар (2008) се развиват през същия период от време и приемат няколко елемента директно от графичния роман.
- Батман: Година първа (2011), анимационен филм, режисиран от Сам Лиу и Лорън Монтгомъри.
- Готъм (2014-2019), телевизионен сериал. Втората половина на четвъртия сезон е вдъхновена от графичния роман.[4]
- Батман (2022), игрален филм, режисиран от Мат Рийвс, който цитира Година първа за вдъхновение.[5]

## В България
Поредицата е издадена в България през 2024 г. от Артлайн Студиос в еднотомно издание в превод на Здравко Генов.